# Andrea Purgatori
Andrea Purgatori (Roma, 1º febbraio 1953 – Roma, 19 luglio 2023) è stato un giornalista, sceneggiatore, saggista e attore italiano.

## Biografia

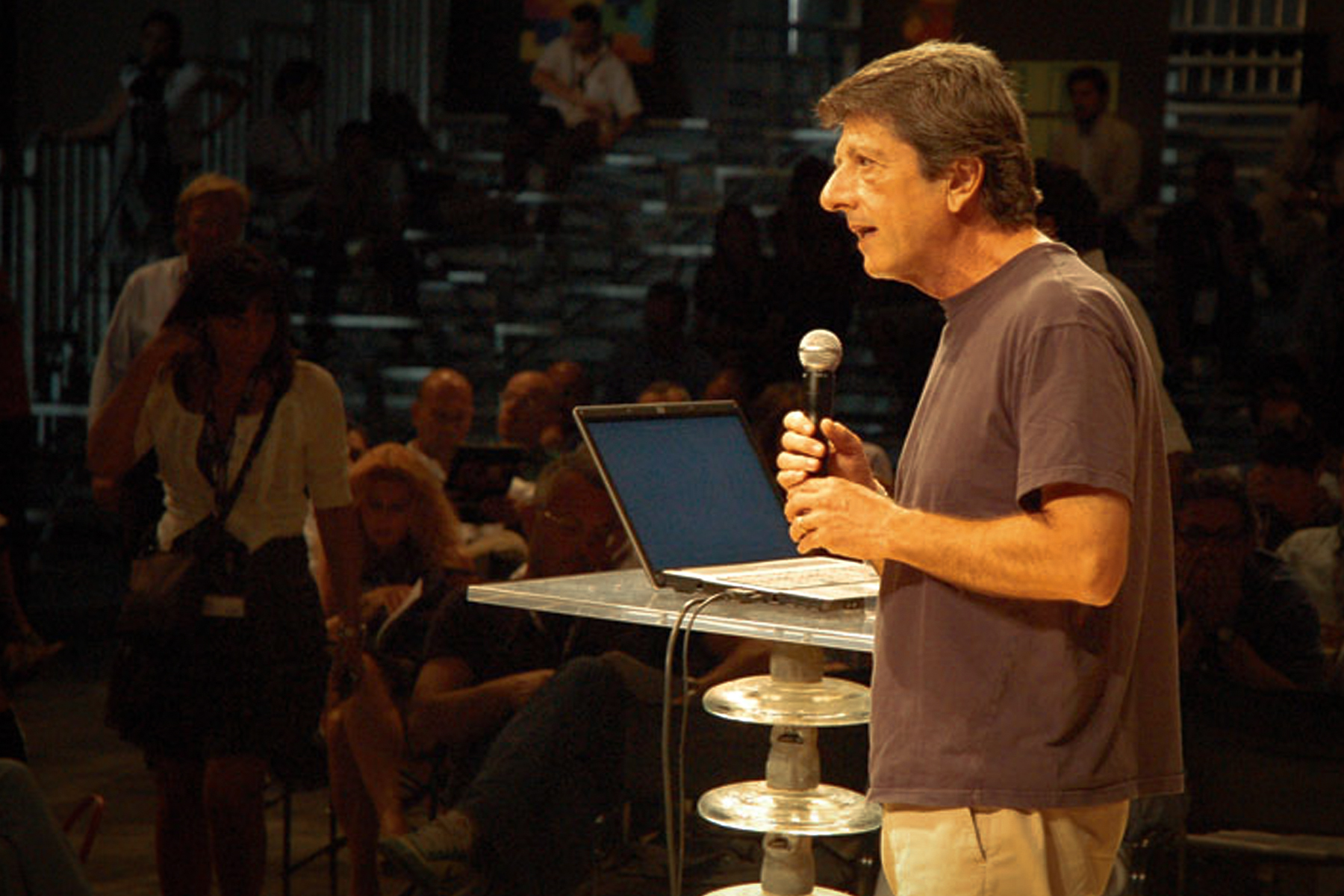
Andrea Purgatori durante la conduzione della plenaria, nell'evento "veDrò - L'Italia al futuro"

Giornalista professionista dal 1974, conseguì il Master of Science in Journalism della Columbia University a New York nel 1980. Inviato del Corriere della Sera dal 1976 al 2000, divenne noto per le inchieste e i reportage su casi scottanti del terrorismo internazionale e italiano negli "anni di piombo" e sullo stragismo, come il caso Moro e la strage di Ustica. Raccontò numerosi delitti di mafia dal 1982, fino alla cattura di Totò Riina. Realizzò reportage su molti conflitti, come la guerra in Libano del 1982, la guerra tra Iran e Iraq degli anni ottanta, la guerra del Golfo del 1991, l'Intifada e le rivolte in Tunisia e Algeria. Scrisse anche per l'Unità, Vanity Fair, The Huffington Post e Le Monde diplomatique. Da ultimo collaborò con il Corriere della Sera e Style Magazine.
Fu autore e conduttore di Uno di notte (Rai 1, 1999). Realizzò servizi televisivi per Dossier, Spazio Sette, Focus (Rai 2 1978/1988); in video condusse anche Confini (Rai 3, 1996).
Per la saggistica pubblicò A un passo dalla guerra (1995), Il bello della rabbia (1997) e I segreti di Abu Omar (2008). Nel 2019 diede alle stampe il suo primo romanzo: Quattro piccole ostriche (HarperCollins).
Scrisse molti film e fiction per la TV. Per il cinema scrisse tra l'altro Il muro di gomma (1991), dedicato alla sua inchiesta sulla strage di Ustica, Il giudice ragazzino (1994) e L'industriale (2011). Ottenne tra gli altri il Nastro d'argento 1992 per il miglior soggetto con Il muro di gomma, il Premio Hemingway di giornalismo nel 1992, il Premio Crocodile - Altiero Spinelli per il giornalismo nel 1992, il Globo d'oro 1994 per la miglior sceneggiatura con Il giudice ragazzino e nel 2009, con Marco Risi e Jim Carrington, si aggiudicò il premio Sergio Amidei per la miglior sceneggiatura internazionale con il film Fortapàsc.
Nel 1987, oltre a partecipare al soggetto e alla sceneggiatura del film Spettri, vi apparve come attore. Amico di Corrado Guzzanti e suo coautore, nel 2002 partecipò al programma televisivo Il caso Scafroglia (Rai Tre), interpretando la voce fuori campo che dialoga con il conduttore, mentre nel 2006 prese parte al film Fascisti su Marte nel ruolo del camerata Fecchia e, sempre con Guzzanti, nel 2011 e nel 2012 realizzò le due edizioni di Aniene (Sky Uno). Fu coautore del programma televisivo di Antonio Albanese Non c'è problema (Rai Tre, 2002). Apparve come attore in più episodi della serie televisiva Boris, nei film di Carlo Verdone Posti in piedi in paradiso (2012) e L'abbiamo fatta grossa (2016), nei film di Alessandro Aronadio Due vite per caso (2010) e Orecchie (2016) e nella serie televisiva 1993 (2017).
Nel 2003 scrisse insieme a Francesco Nicolini i sei monologhi di Marco Paolini per Teatro Civile (Rai Tre). Nel 2010 collaborò alla scrittura del film Vallanzasca - Gli angeli del male di Michele Placido, ma poi, insieme ad Angelo Pasquini, ritirò la firma dalla sceneggiatura, contrariato dal risultato qualitativo. Dal 12 maggio 2014 al 15 giugno 2020 fu presidente di Greenpeace Italia. Fu membro dell'Accademia del Cinema Italiano e dell'Accademia europea del cinema, presidente delle Giornate degli Autori e, dal 4 marzo 2015, membro del Consiglio di Gestione della Società Italiana degli Autori ed Editori (SIAE). Dalla stagione televisiva 2017-2018 condusse su LA7 Atlantide, per il quale ricevette il Premio Flaiano 2019 come miglior programma culturale. Nell'autunno del 2022 fu protagonista della docu-serie Netflix Vatican Girl: la scomparsa di Emanuela Orlandi. L'ultima apparizione in un film fu postuma in Flaminia, in cui interpretò il padre di Alberto, interpretato da suo figlio Edoardo.

### Morte
Purgatori è morto a 70 anni il 19 luglio 2023, dopo due mesi dalla diagnosi di una grave forma tumorale. All'indomani della morte, per appurare la correttezza delle cure alle quali il giornalista era stato sottoposto, i suoi familiari hanno presentato una denuncia alla Procura di Roma, che ha aperto un'indagine per omicidio colposo a carico dei medici. L'autopsia del settembre successivo ha accertato l'assenza di metastasi al cervello nel momento della morte e una perizia disposta dalla procura ad aprile 2024 ha ricondotto le cause della morte a un'endocardite infettiva non riconosciuta. Nel marzo 2025 viene chiesto il rinvio a giudizio per quattro medici (un cardiologo, un radiologo e due suoi assistenti) accusati di omicidio colposo.

## Vita privata
Si sposò nel 1992 presso Coira, in Svizzera, con Nicola Schmitz, una storica dell'arte di origine tedesca da cui poi si separò: da lei ebbe tre figli, l'attore Edoardo, Ludovico e Victoria. Si considerava credente ma non praticante.

## Opere

### Saggistica
- A un passo dalla guerra, con Daria Lucca e Paolo Miggiano, Milano, Sperling & Kupfer, 1995. ISBN 88-200-1563-3.
- Il bello della rabbia, con Silvana Mazzocchi, Milano, Baldini & Castoldi, 1997. ISBN 88-8089-292-4.
- I segreti di Abu Omar. Un imam, la CIA, il SISMI. Misteri, dubbi, illegalità, con DVD, Milano, BUR senzafiltro, 2007. ISBN 978-88-17-01556-1.

### Romanzi
- Quattro piccole ostriche, Milano, Harper Collins, 2019. ISBN 978-88-6905-445-7.

### Sceneggiature e teatro
- La piovra 5. Il cuore del problema. Tratto dalla sceneggiatura de La piovra n. 5 di Sandro Petraglia e Stefano Rulli, con Sandro Petraglia e Stefano Rulli, Milano, Rizzoli, 1990. ISBN 88-17-66949-0.
- Teatro civico. Cinque monologhi per Report, con Francesco Nicolini e Marco Paolini, con 2 DVD, Torino, Einaudi, 2004. ISBN 88-06-17061-9.

### Altro
- Prefazione a Leonardo Sciascia, Una storia semplice, Milano, RCS Quotidiani, 2003.
- Prefazione, con Marco Paolini, a Stefania Divertito, Uranio. Il nemico invisibile, Due Santi di Marino, Infinito, 2005. ISBN 88-89602-07-4.
- Introduzione, con Andrea Salerno, a Corrado Guzzanti, Il caso Scafroglia. Uno psicodramma comico, Milano, BUR, 2006.
- Prefazione a Simone Barillari (a cura di), New York, ore 8.45. La tragedia delle Torri Gemelle raccontata dai Premi Pulitzer, Roma, Minimum Fax, 2006. ISBN 88-7521-099-3.
- Presentazione di Carlo Casarosa, Ustica. Storia di un'indagine, Pisa, PLUS, 2006. ISBN 88-8492-393-X.
- Prefazione a Antonella Beccaria, Uno bianca e trame nere. Cronaca di un periodo di terrore, Viterbo, Stampa alternativa/Nuovi equilibri, 2007. ISBN 978-88-6222-006-4.
- Prefazione a Giorgio Franchini, ...ma la casa mia 'n dov'è? Fellini e la casetta sul porto, Rimini, Panozzo, 2019. ISBN 978-88-7472-411-6.
- Prefazione a Margherita Barbieri, La bestia di Salvini. Manuale della comunicazione leghista, Ravenna, Edizioni del girasole, 2019. ISBN 978-88-7567-633-9.

## Filmografia

### Attore

#### Cinema
- Il muro di gomma, regia di Marco Risi (1991)
- Nel continente nero, regia di Marco Risi (1992)
- Tre mogli, regia di Marco Risi (2001)
- Fascisti su Marte, regia di Corrado Guzzanti e Igor Skofic (2006)
- Due vite per caso, regia di Alessandro Aronadio (2010)
- Posti in piedi in paradiso, regia di Carlo Verdone (2012)
- L'abbiamo fatta grossa, regia di Carlo Verdone (2016)
- Orecchie, regia di Alessandro Aronadio (2016)
- Io c'è, regia di Alessandro Aronadio (2018)
- Era ora, regia di Alessandro Aronadio (2022)
- Flaminia, regia di Michela Giraud (2024)

#### Televisione
- Boris – serie TV, 4 episodi (2008, 2022)
- 1993 – serie TV, 3 episodi (2017)
- The Bad Guy – serie TV, episodio 1x01 (2022)

### Sceneggiatore

#### Cinema
- Spettri, regia di Marcello Avallone (1987)
- Maya, regia di Marcello Avallone (1989)
- Panama Sugar, regia di Marcello Avallone (1990)
- Il muro di gomma, regia di Marco Risi (1991)
- Nel continente nero, regia di Marco Risi (1992)
- Il giudice ragazzino, regia di Alessandro Di Robilant (1994)
- Segreto di Stato, regia di Giuseppe Ferrara (1995)
- Last Cut - Ultimo taglio, regia di Marcello Avallone (1997)
- Il fantasma di Corleone, regia di Marco Amenta (2004)
- Fortapàsc, regia di Marco Risi (2009)
- Vallanzasca - Gli angeli del male, regia di Michele Placido (2011)
- L'industriale, regia di Giuliano Montaldo (2011)
- Cha cha cha, regia di Marco Risi (2013)

#### Televisione
- Vite blindate, regia di Alessandro Di Robilant – film TV (1998)
- Fine secolo, regia di Gianni Lepre – serie TV (1999)
- Sospetti – serie TV (2000-2005)
- L'attentatuni - Il grande attentato, regia di Claudio Bonivento – miniserie TV (2001)
- La Sindone - 24 ore, 14 ostaggi, regia di Lodovico Gasparini – film TV (2001)
- Un caso di coscienza – serie TV (2003-2013)
- Attacco allo Stato, regia di Michele Soavi – miniserie TV (2006)
- Fratelli, regia di Angelo Longoni – film TV (2006)
- Nati ieri – serie TV (2006-2007)
- Graffio di tigre, regia di Alfredo Peyretti – miniserie TV (2007)
- Operazione pilota, regia di Umberto Marino – miniserie TV (2007)
- Caravaggio, regia di Angelo Longoni – miniserie TV (2008)
- Il bambino della domenica, regia di Maurizio Zaccaro – miniserie TV (2008)
- Lo smemorato di Collegno, regia di Maurizio Zaccaro – miniserie TV (2009)
- Lo scandalo della Banca Romana, regia di Alessandro Jacchia – miniserie TV (2010)
- Mia madre, regia di Alessandro Jacchia – miniserie TV (2010)
- Dov'è mia figlia?, regia di Monica Vullo – miniserie TV (2011)
- Il commissario Nardone – serie TV (2012)
- Le due leggi, regia di Luciano Manuzzi – miniserie TV (2014)
- Ragion di Stato, regia di Marco Pontecorvo – miniserie TV (2015)
- Lampedusa - Dall'orizzonte in poi, regia di Marco Pontecorvo – miniserie TV (2016)
- La Compagnia del Cigno – serie TV (2021)
- Vatican Girl: la scomparsa di Emanuela Orlandi – docu-serie Netflix (2022)

### Regista

#### Cinema
- They Sell – cortometraggio con Ashraf Barhom, Maddalena Causati, Alessandro Haber prodotto da Corrado Azzollini (2016)

## Riconoscimenti
- David di Donatello
  - 1992 – Candidatura alla migliore sceneggiatura, insieme a Sandro Petraglia e Stefano Rulli, per Il muro di gomma
  - 2010 – Candidatura alla migliore sceneggiatura, insieme a Jim Carrington, Marco Risi e Maurizio Cerino, per Fortapàsc
- Nastro d'argento
  - 1992 – Migliore soggetto, insieme a Sandro Petraglia e Stefano Rulli, per Il muro di gomma
- Globo d'oro
  - 1994 – Miglior sceneggiatura, insieme a Alessandro Di Robilant e Ugo Pirro, per Il giudice ragazzino

### Altri premi
- 1992 – Premio "Crocodile" Altiero Spinelli
- 1992 – Premio Hemingway
- 1993 – Premio Cinema per la pace per Il muro di gomma
- 1993 – Premio Cinema e società per Il muro di gomma e Nel continente nero
- 1999 – Premio Rocco Chinnici
- 2001 – Premio Colombe d'Oro per la pace
- 2009 – Premio Elsa Morante Cinema per Fortapàsc
- 2009 – Premio Internazionale Sergio Amidei alla migliore sceneggiatura per Fortapàsc
- 2010 – Fipa d'or alla migliore sceneggiatura per Lo scandalo della Banca Romana
- 2014 – Premio Mediterraneo
- 2019 – Premio Flaiano al programma culturale per Atlantide - Storie di uomini e di mondi
- 2020 – Premio Morrione – Baffo d'Oro alla carriera
- 2020 – Premio Giustolisi per il giornalismo d'inchiesta
- 2021 – Premio Internazionale Carlo Pisacane – Sapri
- 2023 – Premio Pietro Calabrese
- 2023 – Premio Giornalistico Nazionale "Lamberti Sorrentino - Cronisti di guerra"
- 2024 – Premio giornalistico Mario e Giuseppe Francese – Premio alla memoria
- 2024 – Premio Nazionale Pratola